# Giáo dục và khoa cử thời Trần
Giáo dục và khoa cử thời Trần trong lịch sử Việt Nam phản ánh hệ thống trường học và chế độ khoa cử nước Đại Việt từ năm 1226 đến năm 1400.

## Hệ thống giáo dục
Khi Phật giáo được nhà Trần coi trọng và thịnh hành, Nho giáo đóng vai trò thứ yếu. Tuy nhiên Nho học cũng từng bước thâm nhập vào xã hội qua hệ thống giáo dục. Sách học chính được quy định gồm có Ngũ Kinh, Tứ Thư, Bắc sử.
Ban đầu chỉ có nhà chùa là nơi dạy chữ Nho và các sách sử. Sau này, nhiều nhà nho và thái học sinh không làm quan, về nhà dạy học. Hệ thống trường lớp tại các địa phương được hình thành. Một trong những người thầy xuất sắc nhất là Chu Văn An.

## Chế độ khoa cử
Sau khi thành lập không lâu, nhà Trần bắt đầu thực hiện chế độ khoa cử để chọn người tài giúp nước. Năm 1232, nhà Trần mở khoa thi đầu tiên. Năm 1247, triều đình đặt lệ thi lấy Tam khôi gồm 3 người đỗ đầu là trạng nguyên, bảng nhãn, thám hoa và quy định cứ 7 năm mở 1 khoa thi.
Năm 1255, nhà Trần đặt lệ lấy 2 trạng nguyên: 1 kinh trạng nguyên dành cho các lộ phía bắc và 1 trại trạng nguyên dành cho Thanh Hóa và Nghệ An để khuyến khích việc học của phương nam. Năm 1275 lệ này bãi bỏ vì không cần thiết nữa.
Năm 1304, triều đình quy định rõ nội dung thi 4 trường:
Trường 1: thi ám tả cổ văn
Trường 2: thi kinh nghi, kinh nghĩa, thơ phú
Trường 3: thi chế, chiếu, biểu
Trường 4: thi đối sách
Sau đó triều đình mở kỳ thi Đình để phân hạng cao thấp cho thái học sinh. Từ khoa thi năm 1304 có danh hiệu "hoàng giáp" trong thi cử.
Năm 1396, Trần Thuận Tông ban chiếu quy định cách thức thi Hương, thi Hội bằng thể văn 4 kỳ, và định rõ: "Cứ năm trước thi Hương thì năm sau thi Hội, người đỗ thì vua ra một bài văn sách để xếp bục". Lệ thi 4 trường được quy định lại như sau:
Trường 1: thi kinh nghĩa (bỏ thi ám tả cổ văn)
Trường 2: thi thơ phú (một bài Đường luật, một bài phú thể ly tao hoặc văn tuyển)
Trường 3: thi chế, chiếu, biểu (dùng thể văn chữ Hán)
Trường 4: thi văn sách
Khoa cuối cùng chưa kịp yết bảng tên người đỗ thì nhà Trần bị nhà Hồ giành ngôi (1400).
Những người đỗ đạt được bổ nhiệm vào chức vụ ở viện Hàn lâm, các cơ quan hành khiển, sung vào các phái bộ sứ thần hoặc tiếp sứ phương Bắc. Họ trở thành bộ phận quan trọng trong bộ máy nhà nước, có những đóng góp quan trọng trọng lĩnh vực chính trị, ngoại giao như Nguyễn Hiền, Mạc Đĩnh Chi, Nguyễn Trung Ngạn, Phạm Sư Mạnh, Lê Quát…

## Các kỳ thi
Trong 175 năm tồn tại, nhà Trần đã tổ chức 14 khoa thi (10 khoa chính thức và 4 khoa phụ), lấy 283 người đỗ. Có 2 khoa thi 1256 và 1266 lấy 2 trạng nguyên là Kinh trạng nguyên và Trại trạng nguyên nên tổng số có 12 người đỗ đầu trong các kỳ thi.
| Thứ tự | Tên               | Năm đỗ | Đời vua         | Ghi chú           |
| ------ | ----------------- | ------ | --------------- | ----------------- |
| 1      | Trương Hanh       | 1232   | Trần Thái Tông  |                   |
| 2      | Nguyễn Quan Quang | 1234   | Trần Thái Tông  |                   |
| 3      | Lưu Miễn          | 1239   | Trần Thái Tông  |                   |
| 4      | Nguyễn Hiền       | 1247   | Trần Thái Tông  |                   |
| 5      | Trần Quốc Lặc     | 1256   | Trần Thái Tông  | Kinh Trạng nguyên |
| 6      | Trương Xán        | 1256   | Trần Thái Tông  | Trại Trạng nguyên |
| 7      | Trần Cố           | 1266   | Trần Thánh Tông | Kinh Trạng nguyên |
| 8      | Bạch Liêu         | 1266   | Trần Thánh Tông | Trại Trạng nguyên |
| 9      | Lý Đạo Tái        | 1272   | Trần Thánh Tông |                   |
| 10     | Đào Tiêu          | 1275   | Trần Thánh Tông |                   |
| 11     | Mạc Đĩnh Chi      | 1304   | Trần Anh Tông   |                   |
| 12     | Đào Sư Tích       | 1374   | Trần Duệ Tông   |                   |